# Arthur Koestler

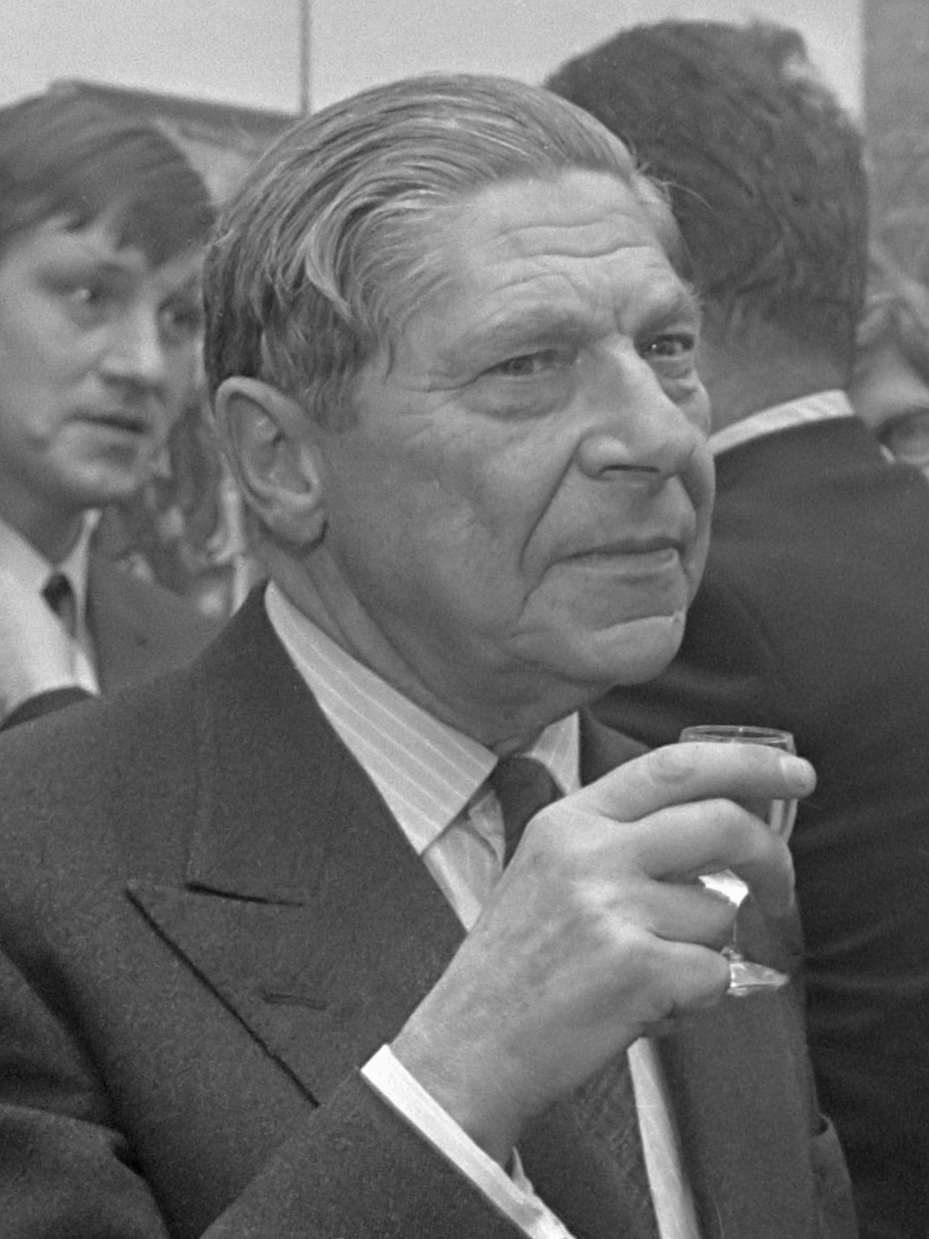
Arthur Koestler (1969)

Arthur und gegenüber Eva Stricker (hier 1909 an der Seite ihrer Mutter im progressiven Budapester Kindergarten) sahen sich auch später noch.

Arthur Koestler (1918)

Arthur Koestler, CBE (geboren am 5. September 1905 in Budapest, Österreich-Ungarn; gestorben am 1. März 1983 in London) war ein ungarisch-britischer Schriftsteller. Er schrieb vorwiegend auf Deutsch und Englisch, vereinzelt auch auf Französisch und Ungarisch. Seine Zeitgenossen sahen ihn als bedeutendsten Renegaten der Kommunistischen Partei Deutschlands (KPD) an, der er sieben Jahre lang angehört hatte.

## Leben und Wirken

### Herkunft und Ausbildung
Artúr Kösztler war der Sohn von Henrik Kösztler, einem deutschsprachigen jüdischen Industriellen, und Adele Jeiteles. Er erlebte als Kind in Ungarn das Ende der Habsburgermonarchie sowie die kommunistische Revolution unter Béla Kun. Während der rumänischen Besetzung von Budapest im Jahr 1919 zog er mit seiner Familie nach Wien und studierte dort ab 1922 Ingenieurwissenschaften, parallel dazu aber auch Philosophie und Literaturwissenschaft. Während seines Studiums wurde er Mitglied der jüdisch-akademischen Verbindung Unitas. Mitte der zwanziger Jahre begeisterte er sich für den Zionismus, dem er einen radikalen Bruch mit der Geschichte des europäischen Judentums zutraute. Er brach das Studium kurz vor dem Examen ab und ging 1926 nach Palästina. Hier verbrachte er einige Wochen im Kibbuz Chefziba, sein Antrag auf Mitgliedschaft wurde jedoch von der Kibbuzversammlung abgelehnt. Von Haifa aus, wo er Sekretär von Jabotinsky war, schickte er Reportagen an den Ullstein Verlag in Berlin, die in dessen Vossischer Zeitung veröffentlicht wurden.

### Journalist
1930 zog er nach Berlin, wo er stellvertretender Chefredakteur der B.Z. am Mittag wurde und als außenpolitischer Redakteur arbeitete. In dieser Eigenschaft nahm er 1931 an der Arktisfahrt des Luftschiffs LZ 127 Graf Zeppelin teil. Am 31. Dezember 1931, noch während er für den liberalen Ullstein-Verlag arbeitete, stellte Koestler ein Aufnahmegesuch an das Zentralkomitee der KPD, ohne es dem Verlag bekanntzugeben. Im Januar 1932 wurde dem Gesuch stattgegeben und ihm das Parteibuch unter dem Pseudonym „Iwan Steinberg“ ausgehändigt. 1932/1933 bereiste er die Sowjetunion, wobei es in Aschchabad, der Hauptstadt Turkmenistans, zu einer zufälligen Begegnung mit Langston Hughes kam. Koestler nahm die katastrophalen Zustände in der Sowjetunion zwar wahr (es herrschte gerade eine Hungersnot, die Millionen von Opfern forderte); er blieb aber zunächst dem Kommunismus verbunden, da er die Verhältnisse, die er beobachtete, noch als unvermeidliche „Nachwehen“ der Revolution ansah und auf eine Verbesserung hoffte. Von 1934 bis 1936 arbeitete er für den von Sándor Radó in Paris herausgegebenen Pressedienst Inpress.

### Kriegsberichterstatter
1937, während des Spanischen Bürgerkriegs, ging Koestler als Kriegsberichterstatter für die republikanische Nachrichtenagentur Agence Espagne nach Spanien, wo er von den Truppen Francos gefangen genommen und als angeblicher Spion standrechtlich zum Tode verurteilt wurde. Er war fünf Tage im Gefängnis von Málaga in Isolierhaft; während dieser Zeit wurden dort fünftausend Menschen erschossen. Koestler wurde dann nach Sevilla verbracht. Die Briten erreichten nach neunzig Tagen auf dem Wege eines Gefangenenaustauschs seine Freilassung. Diese Erlebnisse hat er in seinem Spanischen Testament literarisch verarbeitet. Es erschien im Left Book Club und verhalf ihm zum Durchbruch als Schriftsteller.
Unter dem Eindruck der großen stalinistischen Säuberungen und Schauprozesse wandte sich Koestler 1937/1938 vom Kommunismus ab. Mit Willi Münzenberg gründete er 1938 die antifaschistische und antistalinistische Zeitschrift Die Zukunft.

### England, die neue Heimat
Nachdem er 1939/1940 im französischen Lager Le Vernet interniert worden war, lebte und arbeitete Arthur Koestler ab 1940 in England. Er freundete sich dort mit George Orwell an, der in mancher Hinsicht eine ähnliche Entwicklung hinter sich hatte. Koestler war zunächst als Journalist für die News Chronicle tätig, schrieb später für zahlreiche englische und amerikanische Zeitschriften. Nach dem Zweiten Weltkrieg kehrte er vorübergehend nach Frankreich zurück und verkehrte unter den Linksintellektuellen um die Philosophin Simone de Beauvoir und Jean-Paul Sartre. In Beauvoirs Schlüsselroman Die Mandarins von Paris wird die Figur Scriassine mit Koestler identifiziert. Er hatte eine kurze Liaison mit Simone de Beauvoir, die möglicherweise die auf Gegenseitigkeit beruhende Abneigung zwischen Koestler und Jean-Paul Sartre, dem langjährigen Lebensgefährten de Beauvoirs, erklärt. Weitere Erfolge Koestlers als Romanautor waren der Spartacus-Roman Die Gladiatoren (1939) und Gottes Thron steht leer (1951).
Ab 1954 wandte er sich von der Belletristik und der Politik ab und naturwissenschaftlichen und parapsychologischen Themen zu. 1959 erschien Die Nachtwandler, eine Geschichte der Astronomie, die sich auf den Übergang vom geozentrischen zum heliozentrischen Weltbild konzentriert.
Koestler entwickelte ein Interesse für Parapsychologie. Er hatte bereits 1937 in seiner spanischen Todeszelle ein mystisches Erlebnis, als er Euklids Beweis, dass es unendlich viele Primzahlen gibt, rekonstruierte. 1952 wurde er Mitglied der Society for Psychical Research (SPR). 1972 wurde er mit dem britischen Titel CBE geehrt.

### Sprachen und Privates
Koestler sprach fließend Deutsch, Ungarisch, Englisch und Französisch, verfügte aber auch über Russisch-, Hebräisch- und vermutlich auch Jiddischkenntnisse. Er lebte in Ungarn, Österreich, Deutschland, Palästina, der Sowjetunion, der Schweiz sowie in England, Wales, Frankreich und den USA. 
Seine Mehrsprachigkeit schlug sich auch in seinem Werk nieder. Die Gladiatoren und Sonnenfinsternis schrieb er auf Deutsch. Die Originalmanuskripte gingen auf der Flucht aus Frankreich verloren, die heute bekannte deutsche Version ist eine Rückübersetzung aus dem Englischen. Im Sommer 2015 wurde jedoch das Originalmanuskript von Sonnenfinsternis im Archiv der Universität Zürich entdeckt. Ein Mann springt in die Tiefe (Arrival and Departure) verfasste er auf Englisch.
Koestler war dreimal verheiratet: von 1935 bis 1950 mit Dorothy Asher, von 1950 bis 1952 mit Mamaine Paget und von 1963 bis zu seinem Tod mit Cynthia Jefferies.

### Krankheit und Suizid
1981 ließ sich Koestler zum Vizepräsidenten der britischen Freitod-Vereinigung EXIT wählen. Am 1. März 1983 schied er gemeinsam mit seiner zweiundzwanzig Jahre jüngeren dritten Ehefrau Cynthia Jefferies durch Suizid aus dem Leben; er litt an der Parkinson-Krankheit und an Leukämie. Sein Vermögen stiftete er für die Einrichtung eines Lehrstuhls für Parapsychologie, der durch die Vermittlung seines Testamentsvollstreckers John Beloff zwei Jahre später an der University of Edinburgh eingerichtet wurde.

### Postume Vorwürfe
Zwölf Jahre nach Koestlers Tod beschuldigte Michael Foot ihn in der Financial Times, er habe versucht, Foots Ehefrau Jill Craigie zu vergewaltigen. David Cesarani übernahm in seiner umstrittenen Koestler-Biografie von 1998 (Arthur Koestler: The Homeless Mind) diese Beschuldigungen, über die Gina Thomas das Urteil fällt, dass „für seine schwerwiegenden Behauptungen handfeste Beweise“ fehlen. Cesarani kritisierte Koestler sogar als „Serienvergewaltiger“, was dazu führte, dass eine in der University of Edinburgh aufgestellte Koestler-Büste entfernt wurde.

## Schriften

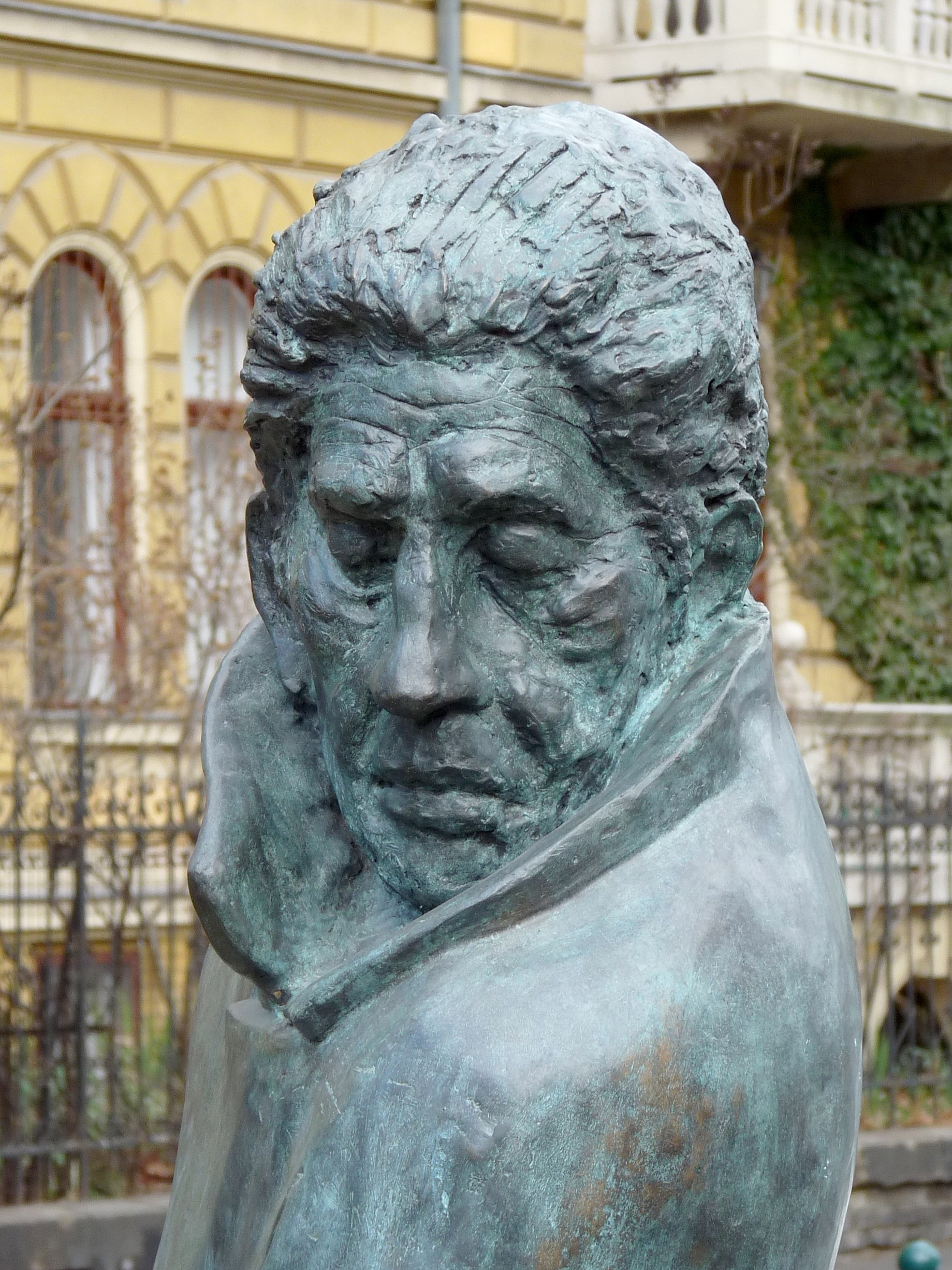
Detail eines Denkmals für Arthur Koestler in Budapest

### Sonnenfinsternis
Seine Abrechnung mit dem Kommunismus vollzog er in dem Buch Sonnenfinsternis (englischer Titel Darkness at Noon), das 1940 in England erschien und ein internationaler Bestseller wurde. Die Hauptfigur dieses Romans, inspiriert von alten Bolschewiki wie Nikolai Bucharin und Karl Radek, die Opfer der Moskauer Prozesse wurden, personifiziert die willenlose Unterwerfung des Individuums unter eine mörderische politische Maschinerie. Ein Durchschlag des verschollen geglaubten deutschsprachigen Originalschreibmaschinenskripts wurde 2015 von einem Doktoranden der Universität Kassel im Archivbestand der Universität Zürich entdeckt und 2018 veröffentlicht. Gleichzeitig brachte Koestler unter dem Titel Der Yogi und der Kommissar Essays heraus, welche die Inhumanität der kommunistischen Partei der Sowjetunion und des Moskauer Regimes bloßlegen sollten.

### Von Heiligen und Automaten
1960 veröffentlichte Koestler The Lotus and the Robot (auf Deutsch 1961 unter dem Titel Von Heiligen und Automaten), in dem er sich mit östlichen Weisheitslehren beschäftigt. Kritik erfahren darin westliche Anhänger des Buddhismus – so z. B. Christmas Humphreys und Eugen Herrigel –, aber auch D. T. Suzuki, deren Äußerungen Koestler häufig als Mystifizierungen eher banaler Einsichten charakterisiert. In seinen Büchern The Act of Creation (1964; deutsch: Der göttliche Funke) und The Ghost in the Machine (1967; deutsch: Das Gespenst in der Maschine, 1968) stellte er seine Theorien über Bisoziationen, Offene Hierarchische Systeme und Holone vor. 1968 organisierte er ein internationales Symposium im Rahmen des Europäischen Forums Alpbach. Die dort gehaltenen Vorträge sind in dem zusammen mit J. R. Smythies herausgegebenen Band Das neue Menschenbild (englisch: Beyond Reductionism) veröffentlicht worden.

### Der Krötenküsser
Zu einem der bedeutendsten und erfolgreichsten Schriftsteller englischer Sprache avanciert, erregte Koestler in den 1970er Jahren Aufsehen mit seiner Paul-Kammerer-Biografie Der Krötenküsser (1971) und mit Der dreizehnte Stamm (1976), das die These enthielt, ein Großteil des östlichen Judentums stamme vom Volk der Chasaren ab, was in Israel so viel Verärgerung auslöste, dass „der israelische Botschafter in England das Buch bei seinem Erscheinen als von den Palästinensern finanzierten, antisemitischen Akt‘“ bezeichnete. In der Biographie über den österreichischen Biologen Paul Kammerer, Der Krötenküsser, unternahm Koestler den Versuch, die seinerzeit gegen Kammerer erhobenen Vorwürfe des Wissenschaftsbetrugs im Zusammenhang mit dessen bekanntem Krötenexperiment zum Nachweis der Vererbung erworbener Eigenschaften zu widerlegen. Im darauf folgenden Buch The Roots of Coincidence (deutsch: Die Wurzeln des Zufalls) vertiefte Koestler das Thema der Theorie der Serie, mit dem sich auch schon Kammerer beschäftigt hatte, auch im Sinne der „Synchronizitäten“, wie sie Carl Gustav Jung nannte, und verknüpfte diese Thesen mit der Quantenphysik. Mitte der 1970er Jahre gründete er mit Brian Inglis und Tony Bloomfield die KIB Foundation (nach Koestlers Tod Koestler Foundation) zur Förderung von „Forschungen auf Gebieten, die jenseits der Grenzen der orthodoxen Wissenschaft liegen“.

### Der Mensch. Irrläufer der Evolution
In seinem Buch Janus (deutsch: Der Mensch. Irrläufer der Evolution) fasste er seine Theorien, die er in seiner Auseinandersetzung mit der „Wissenschaft vom Leben“ gewonnen hatte, in einer Art Schlussbilanz zusammen. Über Anmerkungen zu seiner Holon-Theorie, über Erörterungen in Bezug auf das Phänomen des Humors, sowie der Kunst, kommt er zu einer Kritik der damaligen „synthetischen Evolutionstheorie“, wie sie u. a. von Jacques Monod und Ernst Walter Mayr vertreten wurde. Er stützt sich hierbei insbesondere auf Ludwig von Bertalanffy und den britischen Biologen Sir Alister Hardy. Von Hardy übernimmt er die Konzeption der „organischen Evolution“, in der die Aktivitäten der Lebewesen, z. B. neue Verhaltensweisen zu entwickeln, um neue Lebensräume zu besetzen, als wesentlich für die Evolution eingeschätzt werden. Auch in der Vererbung erworbener Eigenschaften sieht er einen nicht unwesentlichen Faktor der Evolution. Koestler lehnt den damals noch vorherrschenden Behaviorismus ebenso wie die Psychoanalyse Freuds als im Wesentlichen unzutreffend ab. Die Problematik des Menschen innerhalb des evolutionären Geschehens besteht seiner Meinung nach in einer Kluft zwischen Denken und Handeln, und er ist sich unsicher, ob sich die Menschheit nicht letztendlich in einem atomaren Krieg selbst auslöscht, wobei er, der viele Zivilisationen im Kosmos vermutet, die Überzeugung äußert: „Es ist (...) ein beruhigender Gedanke, dass nur die ‚Guten‘ unter diesen Zivilisationen überleben werden, während sich die ‚Bösen‘ selbst vernichten werden.“ Koestler steht zu seiner dualistischen Sichtweise („Göttlicher Funken“) und hat auch im Sinne des Philosophen Henri Bergson nichts dagegen, wenn man seine Auffassungen in Hinsicht auf Finalität und Zielstrebigkeit aller Lebewesen als „Vitalismus“ bezeichnet.
Die Indizien aus der Vergangenheit des Menschen und der zeitgenössischen Hirnforschung deuten nach Koestler gleichermaßen darauf hin, dass irgendwann während der letzten Entwicklungsstadien des anatomisch modernen Menschen (Homo sapiens) etwas in die Irre gegangen sei. Es scheint nach Koestler so, als sei da ein Defekt, ein möglicherweise verhängnisvoller Konstruktionsfehler in den Bahnen des menschlichen Nervensystems mit eingebaut. Vielleicht erkläre dieser Fehler jene Paranoia, die wie ein roter Faden die Menschheitsgeschichte durchziehe. Koestler benennt einige seiner Auffassung nach auffällige pathologische Symptome, wie sie sich in der Geschichte der menschlichen Spezies widerspiegelten:
- Das allgegenwärtige Ritual des Menschenopfers (zum Beispiel die Bereitschaft des Abraham, aus reiner Liebe zu Gott seinem Sohn die Kehle durchzuschneiden), das von den vorgeschichtlichen Anfängen über die Höhepunkte präkolumbianischer Zivilisationen und in einigen Teilen der Welt bis hin zum Anfang unseres Jahrhunderts reicht;
- die ständige Bereitschaft des Menschen, gegen seine eigenen Artgenossen Krieg zu führen. Einzig der Mensch (von einigen noch umstrittenen Befunden bei Ratten und Ameisen abgesehen) töte Angehörige seiner eigenen Art, sowohl individuell als auch kollektiv, aus Motiven, die von sexueller Eifersucht bis zum metaphysischen Dogmen-Streit reichten;
- die paranoide Kluft zwischen rationalem Denken und irrationalen, auf Gefühlen beruhenden Überzeugungen.[30]

## Nachwirkungen
Seit 2000 verleiht die Deutsche Gesellschaft für Humanes Sterben den in der Regel jährlich ausgeschriebenen und mit jeweils 2000 € dotierten nach Arthur Koestler benannten Medienpreis an Personen, die sich des Themas Sterben unter Berücksichtigung des Selbstbestimmungsrechts angenommen haben.

## Veröffentlichungen (Auswahl)

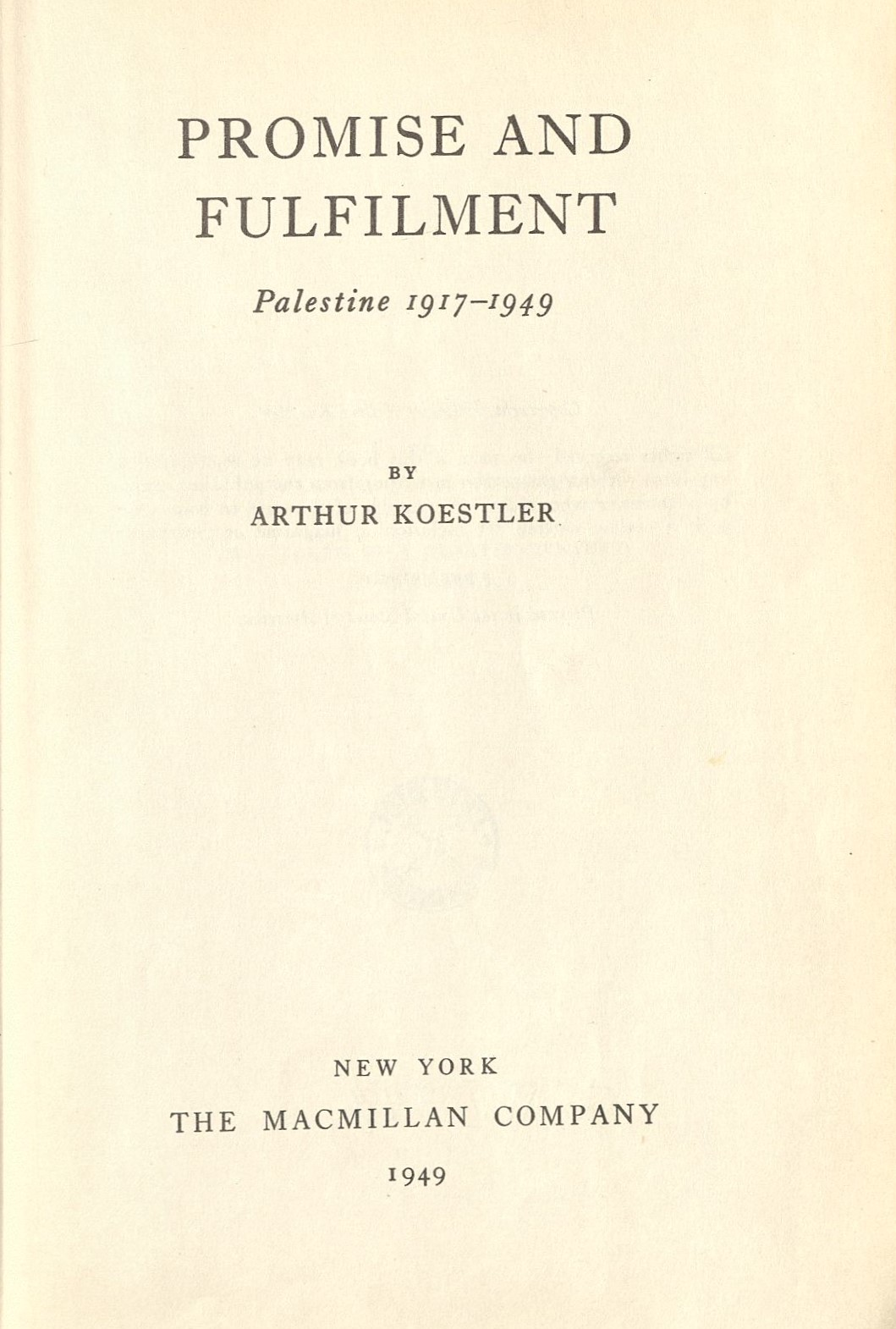
Promise and Fulfilment (1949)

- 1925: Erdélyi turista kalauz. I. rész. Cluj-Kolozsvár : Minerva
- 1934: Von weißen Nächten und roten Tagen. 12 Reportagen aus den Sowjet-Peripherien. Deutsche Sprache, Ukrainischer Staatsverlag für die nationalen Minderheiten in der USSR, Charkow 1934, DNB 993249701. Neuauflage: Promedia-Verlag, Wien 2013, ISBN 978-3853713563.
- 1937: Ein spanisches Testament. (Spanish Testament, Gollancz, London 1937) Europa-Verlag, Zürich 1938. Guhl, Berlin 1979. Fischer-TB, 1980, ISBN 3-596222524. (Viele weitere Ausgaben)
- 1939: Die Gladiatoren. Roman über den Spartakusaufstand. (The Gladiators, London 1939) Springer, Hamburg 1948. Europaverlag, Wien 1980, ISBN 3-203507307; zuletzt in der Originalform: Der Sklavenkrieg. Roman, Nach dem deutschen Originalmanuskript; mit einem Nachwort von Henry MacAdam, Elsinor, Coesfeld 2021, ISBN 978-3-942788-60-1.
- 1940: Darkness at Noon. Cape, London 1940.
  - Auf Deutsch als: Sonnenfinsternis. Roman. Rückübertragung aus dem Englischen von Arthur Koestler, Atlantis-Verlag, Zürich 1946. Viele weitere Auflagen, so auch Europa-Verlag, Wien 2001, ISBN 3-20379150-1.
  - Sonnenfinsternis. Roman. Erstausgabe nach dem bis 2014 verloren geglaubten deutschen Originaltyposkript. Bearbeitet und mit einem Nachwort versehen von Matthias Wessel, Vorwort von Michael Scammell. Elsinor Verlag, Coesfeld 2018, ISBN 3-94278840-3.[31]
- 1941: Scum of the Earth. London 1941.
  - Auf Deutsch erst 1971 veröffentlicht als: Abschaum der Erde. In Gesammelte autobiographische Schriften. Band 2. Molden, Wien 1971 (Das autobiographische Buch schildert Koestlers Erlebnisse in Frankreich nach dem Beginn des Zweiten Weltkrieges bis zu seiner Flucht nach Großbritannien nach der Niederlage Frankreichs gegen Hitlerdeutschland).
- 1943: Ein Mann springt in die Tiefe. Roman. (Arrival and Departure, Macmillan 1943) Artemis-Verlag, Zürich 1945; Europa-Verlag, 1981; Fischer-TB, 1983, ISBN 3-596253322.
- 1945: Der Yogi und der Kommissar. Auseinandersetzungen. (The Yogi and the Commissar, 1945) Bechtle, Esslingen 1950. Suhrkamp, 1974, ISBN 3-51806658-7.
- 1945: Twilight Bar. Drama, 1945. (Leseprobe aus einer deutschen Übersetzung von Friedhelm Sikora, 2006.)
- 1946: Thieves in the night. Macmillan, London 1946.
  - Diebe in der Nacht. Chronik eines Experiments. Danubia-Verlag, Wien 1949. Europa-Verlag, Wien 1979, ISBN 3-203506998.
- 1949: Insight and Outlook. An inquiry into the common foundations of science, arts and social ethics. London 1949. Online-Version: archive.org
- 1951: Gottes Thron steht leer. Roman. (The Age of Longing, 1951) S. Fischer, Frankfurt am Main 1951.
- 1952: Pfeil ins Blaue. Bericht eines Lebens. 1905–1931. (Arrow in the Blue, 1952) Übers. von Eduard Thorsch. Desch, München 1953.
- 1954: Die Geheimschrift. Bericht eines Lebens 1932 bis 1940. (The Invisible Writing, 1954) Übersetzt von Franziska Becker, Desch, München 1955.
- 1959: Die Nachtwandler. Das Bild des Universums im Wandel der Zeit. (The Sleepwalkers. A History of Man's Changing Vision of the Universe 1959; Penguin Books 1990) Scherz 1959. Suhrkamp 1980, ISBN 3-518-37079-0, Übersetzt von Wilhelm Michael Treichlinger.
- 1961: The Lotus and the Robot. 1961. Von Heiligen und Automaten. Scherz, Stuttgart/Wien 1961.
- 1961: mit Albert Camus, Ernst Müller-Meiningen Jr. und Friedrich Nowakowski: Die Rache ist mein. Theorie und Praxis der Todesstrafe. Battenberg, Stuttgart 1961.
- 1964: Der göttliche Funke. Der schöpferische Akt in Kunst und Wissenschaft. (Act of Creation 1964) Scherz, 1966, 1968,
- 1967: Das Gespenst in der Maschine. (The Ghost in the Machine, 1967) Molden, München 1968.
- 1971: Der Krötenküsser. Der Fall des Biologen Paul Kammerer. (Case of the Midwife Toad, 1971) Molden, 1972. Rowohlt, 1974, ISBN 3-499168642. Czernin, Wien 2010, ISBN 978-3-7076-0314-9.[32]
- 1972: Die Wurzeln des Zufalls. Über Theorien zur Parapsychologie. (The Roots of Coincidence, 1972) Scherz, 1972. Suhrkamp, 1974, ISBN 3-51806681-1.
- 1972: Die Herren Call-Girls. Ein satirischer Roman. (The Call-Girls, 1972.) Scherz, München 1973. Fischer-TB, 1985, ISBN 3-59628168-7.
- 1976: Der dreizehnte Stamm. Das Reich der Khasaren und sein Erbe. (Thirteenth Tribe, 1976.) Molden, München 1977, ISBN 3-21700790-5.
- 1978: Der Mensch: Irrläufer der Evolution. Die Kluft zwischen Denken und Handeln. (Janus 1978) Scherz 1978. Goldmann 1981. Fischer, 1989–1993.[33]
- 1983: Als Zeuge der Zeit. Das Abenteuer meines Lebens. Scherz-Verlag 1983, ISBN 3-50218388-0. Fischer-TB 2005, ISBN 3-59616143-6.[34]
- 1995: Wie ein Mangobaumwunder. Kriminalroman. Verfasst mit Andor Németh. Verlag Das Neue Berlin, ISBN 3-359-00764-6 (erstmals erschienen zwischen Februar und April 1932 in fünf Folgen im Feuilleton der Münchner Illustrierten Presse).
- 2020: Mit dem Rücken zur Wand. Israel im Sommer 1948. Ein Augenzeugenbericht, Elsinor Verlag, Coesfeld 2020, ISBN 978-3-942788-50-2 (aus Promise and Fulfillment, 1949).
- 2021: Der Sklavenkrieg, Roman, Elsinor Verlag, Coesfeld 2021, ISBN 978-3-942788-60-1.[35]

Artikel, Reden, Interviews, Sonderfälle
- 1934: Die Erlebnisse des Genossen Piepvogel in der Emigration. (Prosa, geschrieben 1934) Hrsg. von H. Eberle und J. Killet. Europa-Verlag, 2013, ISBN 978-3-90581171-1.[36]

- 1935: The good soldier Schweik goes to war again… 1935, unvollendet, nicht veröffentlicht.
- 1942: Lift up your head, comrade. Filmdrehbuch im Auftrag des Informationsministeriums Großbritanniens.[37]
- 1950 Hrsg. Richard Crossman: The God that Failed. Hamilton, London.
  - Ein Gott der keiner war. Arthur Koestler, Ignazio Silone, André Gide, Louis Fischer, Richard Wright, Stephen Spender schildern ihren Weg zum Kommunismus und ihre Abkehr. Vorwort von Richard Crossmann, Nachwort Franz Borkenau. Europa-Verlag, u. a. Zürich 1950, (viele weitere Auflagen), Neuausgabe 2005, ISBN 3-85665514-X. (Einf. von Wolfgang Leonhard und Vorwort von Richard Crossmann)
- 1964: Ich war ein schlechter Kommunist! In: Günter Gaus: Was bleibt, sind Fragen. Die klassischen Interviews. Verlag Das Neue Berlin, Berlin 2000, ISBN 3-36001012-4.[38]
- 1968: „Fertigmachen, die Welt geht unter!“ Über die Rettung der Menschheit vor Überbevölkerung und atomarer Selbstvernichtung Artikel in Der Spiegel, 36/1968.
- 1969: Das neue Menschenbild. Die Revolutionierung der Wissenschaften vom Leben. Ein internationales Symposion. Molden, München 1970, DNB 456101306.[39]
- 1976: Die Wahrheit der Phantasie: Was Kunst und Wissenschaft gemeinsam haben. Eröffnungsrede zum Londoner PEN-Kongreß 1976. In: Die Zeit, 37/1976.
- 1978: Über die Unfähigkeit der Menschheit, ihre Probleme zu lösen. In: Der Spiegel, 5/1978. (Der Text wurde als Prolog für Irrläufer verwendet.)

## Auszeichnungen
- 1968: Sonning-Preis
- 1972: Commander des Order of the British Empire
- 1974: Companion of Literature der Royal Society of Literature
- 1976: Ehrenmitglied der American Academy of Arts and Letters[40]